# ¡Azúcar!
 (septembre 2017).
Si vous disposez d'ouvrages ou d'articles de référence ou si vous connaissez des sites web de qualité traitant du thème abordé ici, merci de compléter l'article en donnant les références utiles à sa vérifiabilité et en les liant à la section « Notes et références ».
¡Azúcar! est le titre du DVD musical, sorti chez Sony BMG Music début 2004, contenant un concert en l'honneur de la chanteuse cubaine Celia Cruz, surnommée la Reina de la Salsa.
Une vingtaine d'artistes célèbres de la musique latine reprennent ses chansons les plus connues sur scène et interprètent un final tous ensemble.

## Présentation
« Celia Cruz receives her first (and last) tribute concert with an amazing variety of Latin American performers presented with killer sound. »
— Jules Faber (en)

« Celia Cruz reçoit son premier (et dernier) concert hommage avec une variété étonnante d'artistes latino-américains, présenté avec un son dément. »
Ce concert hommage est produit et diffusé par le réseau de télévision en langue espagnole aux États-Unis Telemundo, et organisé au Jackie Gleason Theater (en) de Miami, au profit de la fondation de Celia. Ce sera la dernière apparition publique de Cruz, avant sa mort en juillet 2003.
Le spectacle est présenté par le chanteur américain Marc Anthony et la chanteuse cubano-américaine Gloria Estefan et il permet de recueillir 145 000 dollars pour la fondation.
Le titre Azúcar — signifiant « sucre » en espagnol — fait référence à sa célèbre expression fétiche, sorte de cri de ralliement et sa façon de stimuler et d'insuffler du dynamisme à sa musique (Benny Moré l'employait avant elle[réf. nécessaire]).

## Liste des titres
| 1.  | La vida es un carnaval                | Víctor Manuelle                                | 10:46 |
| 2.  | La Candela                            | Paulina Rubio                                  | 10:05 |
| 3.  | Usted abusó                           | José Feliciano                                 | 4:58  |
| 4.  | Isadora Duncan                        | Milly Quezada                                  | 5:06  |
| 5.  | Dile que por mí no tema               | Los Tri-O                                      | 2:52  |
| 6.  | Quimbara                              | Gloria Estefan, Patti LaBelle, Arturo Sandoval | 8:34  |
| 7.  | Tu voz                                | Ana Gabriel                                    | 4:48  |
| 8.  | Bemba colorá'                         | Gilberto Santa Rosa                            | 11:01 |
| 9.  | Guantanamera                          | Tito Nieves, Albita, Johnny Pacheco            | 3:54  |
| 10. | Vieja luna                            | Alicia Villareal                               | 6:20  |
| 11. | La negra tiene tumba'o                | Olga Tañón et Mickey Perfecto                  | 3:20  |
| 12. | Cúcala                                | José Alberto « El canario »                    | 5:53  |
| 13. | Caramelo                              | India                                          | 2:14  |
| 14. | Burundanga                            | Rosario                                        | 2:28  |
| 15. | Qué bueno baila usted                 | Luis Enrique                                   | 2:03  |
| 16. | Yerbero moderno                       | Marc Anthony                                   | 4:01  |
| 17. | I Will Survive                        | Gloria Gaynor                                  | 4:42  |
| 18. | Yo viviré (I Will Survive) / Quimbara | Celia Cruz et tous les artistes participant    | 2:45  |

| 1. | Ultima actuación de Celia "Yerbero moderno" (Dernière prestation de Celia Yerbero moderno)          | 1:45  |
| 2. | Reportaje desde la Alfombra roja (Reportage de la Alfombra roja)                                    | 21:51 |
| 3. | Mensajes especiales de los artistas (Messages spéciaux des artistes)                                | 11:53 |
| 4. | Celia... En sus propias palabras (Celia par Celia - Celia... selon ses propres mots)                | 10:41 |
| 5. | Incidencias tras las cámaras / Grabación del ensayo (Derrière les caméras / séquence de répétition) | 25:11 |
| 6. | Entrevista con Pedro Knight (Entretien avec Pedro Knight)                                           | 9:35  |
| 7. | The Dream Team                                                                                      | 20:56 |